# ヘンオー・コロナ
ヘンオー・コロナ（英語: Heng-O Corona）または姮娥コロナ（こうがコロナ）と呼ばれているのは、金星のグィネヴィア平原（Guinevere Planitia）にあるコロナ地形である。所在地は、北緯2度、東経355度。直径は1,060キロメートル（660マイル）で、金星でアルテミス・コロナに次いで2番目に大きなコロナ地形である。
中国の月の女神、姮娥（嫦娥＝Heng-O＝ヘン・オーの別名）にちなんで名付けられた。

## 地理学と地質学
ヘンオー・コロナはグィネヴィアの東部にある。ヘンオー・コロナの断層のある環系の中には、コロナの北と北西に向かういくつかの小さな衝突クレーターと複雑な割れ目がある。

## 参照項目
- 惑星地質学
- コロナ地形
- 金星のコロナ地形一覧